# 7532 Pelhřimov
(7532) Pelhřimov, denumire internațională (7532) Pelhrimov, este un asteroid din centura principală de asteroizi.

## Descriere
7532 Pelhřimov este un asteroid din centura principală de asteroizi. A fost descoperit pe 22 octombrie 1995 la Observatorul Kleť de Miloš Tichý. Asteroidul prezintă o orbită caracterizată de o semiaxă mare de 2,63 ua, o excentricitate de 0,12 și o înclinație de 16,2° în raport cu ecliptica.